# Mesni ekvatorijalni koordinatni sistem
U mesnom ekvatorskom koordinatnom sistemu  položaj nebeskog objekta određuje se deklinacijom i časovnim uglom. Časovni ugao predstavlja ugaonu udaljenost na nebeskom ekvatoru od mesnog meridijana do časovni meridijana koji prolazi kroz objekat čiji se časovni ugao meri.
Deklinacija je ugaona udaljenost od nebeskog ekvatora prema nebeskim polovima do tačke kojoj objekt pripada (uzduž meridijana koji pripada objektu).